# 1980 في فنلندا
فيما يلي قوائم الأحداث التي وقعت خلال عام 1980 في فنلندا.

## ظهور
- 1 يناير – إيلتالهتي
- 1 يناير – دوم ميتال

## مواليد

### مارس
- 7 مارس – أولي بكا كارجالاينين رياضي فنلندي.

### أبريل
- 6 أبريل – تانيا بوتياينين متزحلقة جبال الألب فنلندية.

### يوليو
- 31 يوليو – ميكو هيرفونن سائق رالي فنلندي.

### سبتمبر
- 9 سبتمبر – تيمو رانيكو لاعب كرة سلة فنلندي.
- 24 سبتمبر – بيتري باسانن لاعب كرة قدم فنلندي.

### أكتوبر
- 22 أكتوبر – جوهو هابوجا ملاكم فنلندي.

## وفيات

### مارس
- 17 مارس – رافاييل بآسيو (مواليد 1903) سياسي فنلندي.